# تیم جانسون (کارگردان فیلم)
تیم جانسون (انگلیسی: Tim Johnson؛ زادهٔ ۲۷ اوت ۱۹۶۱) کارگردان انیمیشن اهل ایالات متحده آمریکا است.
از فیلم‌هایی که وی در آن‌ها نقش داشته‌است، می‌توان به سندباد: افسانه هفت دریا اشاره نمود.